# Behavioural Insights Team
Behavioural Insights Team (BIT), неофициально известная как «Nudge Unit» (подталкивающие локтем) — британская команда бихевиористов, которые разрабатывают методики повышения эффективности и оптимизации правительственного управления. Изначально организация создавалась как департамент правительства Великобритании, но со временем была преобразована в частную компанию Behavioural Insights Limited. Руководитель — Девид Халперн (David Halpern). Основой для создания методик служат научные данные бихевиоризма и психологии в целом.

## История
BIT была создана в 2010 году правительством Великобритании в качестве экспериментального проекта.. В апреле 2013 года было анонсировано о переходе компании в статус общественной организации.
5 февраля 2014 года права на владение BIT были распределены поровну между правительством, британской благотворительной организацией Nesta и сотрудниками команды; Nesta предоставила 1,9 миллиона фунтов стерлингов в виде финансирования и услуг. В журнале «Файнэншл таймс» сообщили, что: «в первый раз правительство приватизировало государственных служащих, ответственных за принятие политических решений…Британские правительственные ведомства, которые ранее получали бесплатные консультации по вопросам политики, теперь платят за услугу, поскольку расходы на содержание команды больше не покрываются правительством».

## Проекты
Обращая внимание тех, кто не в состоянии оплачивать пошлину за автомобиль
BIT осуществила эксперимент, в ходе которого неплательщикам отправляли предупреждающие письма с изображением их автомобиля. Этот шаг увеличил количество платежей с 40 % до 49 %.
Использование социальных норм для увеличения налоговых платежей
В ходе эксперимента в письма налогоплательщикам добавили сообщение о том, что «большинство граждан страны платят налоги вовремя». Испытания значительно повысили ставки своевременной уплаты налогов.
Уменьшение количества неоплаченных штрафов посредством текстовых сообщений
Должникам отправляли персонализированные текстовое сообщение с предупреждением за десять дней до визита судебных приставов, что удвоило платежи, сделанные без необходимости дальнейшего вмешательства. Сообщается, что это новшество принесло дополнительных 30 миллионов фунтов стерлингов за год.
Увеличение ставок сбора налогов путем изменения веб-ссылки по умолчанию
В ходе эксперимента вместо ссылки на веб-сайт налогоплательщики получали по email форму для оформления платежа. Это увеличило частоту ответов на 19-23 %.
Снижение ошибок в медицинских предписаниях
В ходе исследования, проведенное колледжем Imperial College London, финансируемое BIT, удалось уменьшить ошибки в медицинских предписаниях, пересмотрев рецептурные формы. Чтобы было легче различать микрограммы и миллиграммы, были включены различные варианты, которые должны были быть обведены кругом. Было показано, что при симуляционном тестировании новые диаграммы значительно улучшают правильную запись дозы.
Повышение частоты ответов врачей путем привлечения внимания конкретной группы
BIT провела совместный эксперимент с налоговой службой, чтобы проверить эффективность различных писем, направленных на то, чтобы побудить врачей платить любые непогашенные налоговые обязательства. В ноябре 2011 года около 3000 врачей получили один из четырёх разных типов писем. Одна группа получила стандартное. Вторая группа получила письма в стиле, который налоговая служба обычно отправляла в определённую группу, подчеркнув, что это была кампания, ориентированная на врачей. Третье было короткое и простое письмо, в котором прямо указывалось, что отказ платить налоги ранее рассматривался как нарушение, но теперь он будет рассматриваться как активный выбор получателя. Четвёртый был идентичен, но содержал дополнительное моральное послание (в котором указывалось, что недавний опрос показал, что большинство людей говорят своему врачу правду). Подчеркивание, что письма ориентировались на определённую группу с помощью конкретной кампании, имело значительное влияние, увеличивая число ответов более чем в пять раз. Наиболее эффективными были письма номер три и четыре (на такие письма отвечали 35,3 % респондентов).
Использование лотереи для повышения явки граждан на выборы
BIT провела совместный эксперимент с местным органами власти, чтобы проверить эффективность использования лотерей для повышения явки избирателей. Было отмечено увеличение голосующих на 3,3 %, когда приз составлял 1000 фунтов стерлингов, и на 4,2 %, когда приз составлял 5 000 фунтов стерлингов.
Увеличение количества желающих утеплить чердак
Хотя утепление чердака, по сути, представляет собой разумное предложение, желающих заказать такую услугу на территории Великобритании было очень мало. Команда BIT обнаружила, что чердаки людей полны мусора, и посоветовала вместе с услугой по утеплению предлагать дешёвую рабочую силу по уборке. Это привело к пятикратному увеличению количества заказов на установку утепления.

## Международное распространение
BIT имеет офис в Нью-Йорке. Североамериканский отдел работает с городскими властями, их департаментами, а также с другими партнерами по всей территории Соединенных Штатов и Канады. В течение первого года работы было проведено более 25 контролируемых испытаний.
Концепция методов BIT нашла признание в Соединенных Штатах. В Управлении политики, науки и техники Белого дома есть «Инициатива по социальным и поведенческим наукам», целью которой является «использование результатов научных исследований для улучшения эффективности федеральных программ с использованием строгих методов оценки». 15 сентября 2015 года президент Барак Обама издал исполнительный приказ, который официально учредил Группу социальных и поведенческих наук и призвал правительственные учреждения использовать идеи социальных и поведенческих наук для повышения эффективности и результативности своей работы.
Также, BIT сотрудничало с правительством австралийского Нового Южного Уэльса.